# Radio San Donà
RSD Radio San Donà è stata un'emittente radiofonica con sede a San Donà di Piave. Fu l'ultima emittente FM operante nel Veneto orientale.

## Storia
Radio San Donà (originariamente RadioSanDonà Veneto Orientale) nacque nel 1976,una tra le prime radio private italiane. Inizialmente copriva parte del Veneto, Emilia-Romagna e Friuli-Venezia Giulia;sui 98.800 MHz con impianti che trasmettevano da Piancavallo, e direttamente dalla città sulla frequenza FM 102.200 MHz.
Nel 2001 la frequenza FM 98.800 MHz venne ceduta ad un importante network con la scelta, per Radio San Donà, di concentrarsi principalmente nel territorio locale.
L'emittente radiofonica era ascoltabile nei comuni di San Donà di Piave, Jesolo, Musile di Piave, Noventa di Piave, Fossalta di Piave, Ceggia ed Eraclea. FM 102.200 MHz.
Nel 2013 l'emittente si trasferì nella nuova sede in via Concordia a San Donà di Piave, nuovi studi, nuove voci, che si aggiunsero allo staff esistente, e nuovi programmi.
Ci fu un importante rilancio per cercare di superare la crisi di raccolta pubblicitaria che si protraeva da qualche anno.
Verso la fine del mese di aprile 2016 la raccolta pubblicitaria non raggiunse i livelli necessari e, a maggio dello stesso anno, venne così annunciata la cessione della frequenza. La radio continuò ancora in streaming per circa 1 anno, per poi chiudere definitivamente.

## Palinsesto
Il palinsesto giornaliero di Radio San Donà consisteva in rubriche e appuntamenti dedicati al territorio, due edizioni giornaliere dedicate all'informazione locale, trasmissione del consiglio comunale in diretta, comunicazione degli eventi del territorio con la rubrica Vivi San Donà, nonché dirette dei match Rugby San Donà da tutta Italia.

## Principali programmi
- Buongiorno Week-end
- Radio Days
- Area di meta
- RSD Nightlife
- Diserzioni
- Movement
- Day by day
- WeekenDance
- Endless roads
- Lipstick Lagoon
- Social'mente
- Let's Groove
- Screamadelica
- Stasera No
- Tutto può succedere
- HeavenhArmonyFrequence
- Rudy'sBar
- Il Cavaliere Inesistente